# Hagar in der Wüste (Pittoni)
Hagar in der Wüste (auch bekannt als „Agar confortata da un angelo nel deserto“ oder „Agar, getröstet von einem Engel in der Wüste“) ist ein biblisches Gemälde des italienischen Rokokokünstlers Giambattista Pittoni (1687–1767). Es befindet sich in der Sammlung der Santa Maria Gloriosa dei Frari in Venedig.

## Beschreibung
Hagar, Saras ägyptische Magd, war gemäß der Erzählung im biblischen Buch Genesis die Mutter Ismaels, des ersten Sohnes Abrahams. Als Isaak, Saras Sohn, sich über seinen Bruder Ismael lustig machte, forderte Sara von Abraham, diesen zusammen mit seiner Mutter zu verbannen. Bevor Abraham sie wegschickte, gab er ihnen Brot und einen Schlauch mit Wasser und schickte sie in die Wüste von Beerscheba.
Als das Wasser ausgegangen war, legte Hagar Ismael zum Sterben unter einen Busch und setzte sich abseits weinend nieder. Aber ein Engel erschien, traditionell der Erzengel Michael, der ihnen einen nahe gelegenen Brunnen offenbarte, so dass beide gerettet wurden. Zwei Szenen, die Verbannung und das Erscheinen des Engels, sind in der italienischen und niederländischen Malerei des 17. Jahrhunderts üblich.

## Links
- Santa Maria Gloriosa dei Frari